# District Alūksne
Het district Alūksne (Lets: Alūksnes rajons) is een voormalig district van Letland in het noordoosten van het land. Het district grensde aan Estland (grens 103,8 km), Rusland (grens 46,4 km) en aan de districten Valka (51,7 km), Gulbene (98,1 km) en Balvi (57,4 km). De belangrijkste stad is Alūksne. De totale oppervlakte besloeg 2243 km². Het district had 25.880 inwoners; het is in 2009 opgeheven.
Bij de opheffing zijn op het gebied van het district de volgende gemeenten gevormd:
- Alūksnes novads
- Apes novads